# 日經特集 寒武紀宮殿
日經特集 寒武紀宮殿（日语：日経スペシャル カンブリア宮殿 〜村上龍の経済トークライブ〜）是東京電視台聯播網加盟台，以及日經CNBC播出的脫口秀兼紀錄片節目。該節目是日本經濟新聞社的冠名贊助節目，由村上龍主持。2020年9月10日，該節目播出第700集。

## 外部連結
- 日経スペシャル カンブリア宮殿 （页面存档备份，存于） - 番組公式サイト
- カンブリア宮殿的X（前Twitter）
- カンブリア宮殿的Facebook專頁
- YouTube上的カンブリア宮殿播放列表